# Drahenice
Drahenice település Csehországban, a Příbrami járásban. Drahenice Mirovice, Mišovice, Počaply, Hudčice, Koupě és Březnice településekkel határos. Lakosainak száma 161 fő (2024. január 1.).

## Népesség
A település lakosságának változását az alábbi diagram mutatja:
| Lakosok száma | 578  | 532  | 485  | 346  | 223  | 188  | 160  | 152  | 150  | 161  |
|               | 1869 | 1890 | 1921 | 1950 | 1980 | 2001 | 2017 | 2019 | 2022 | 2024 |